# Desfiguração

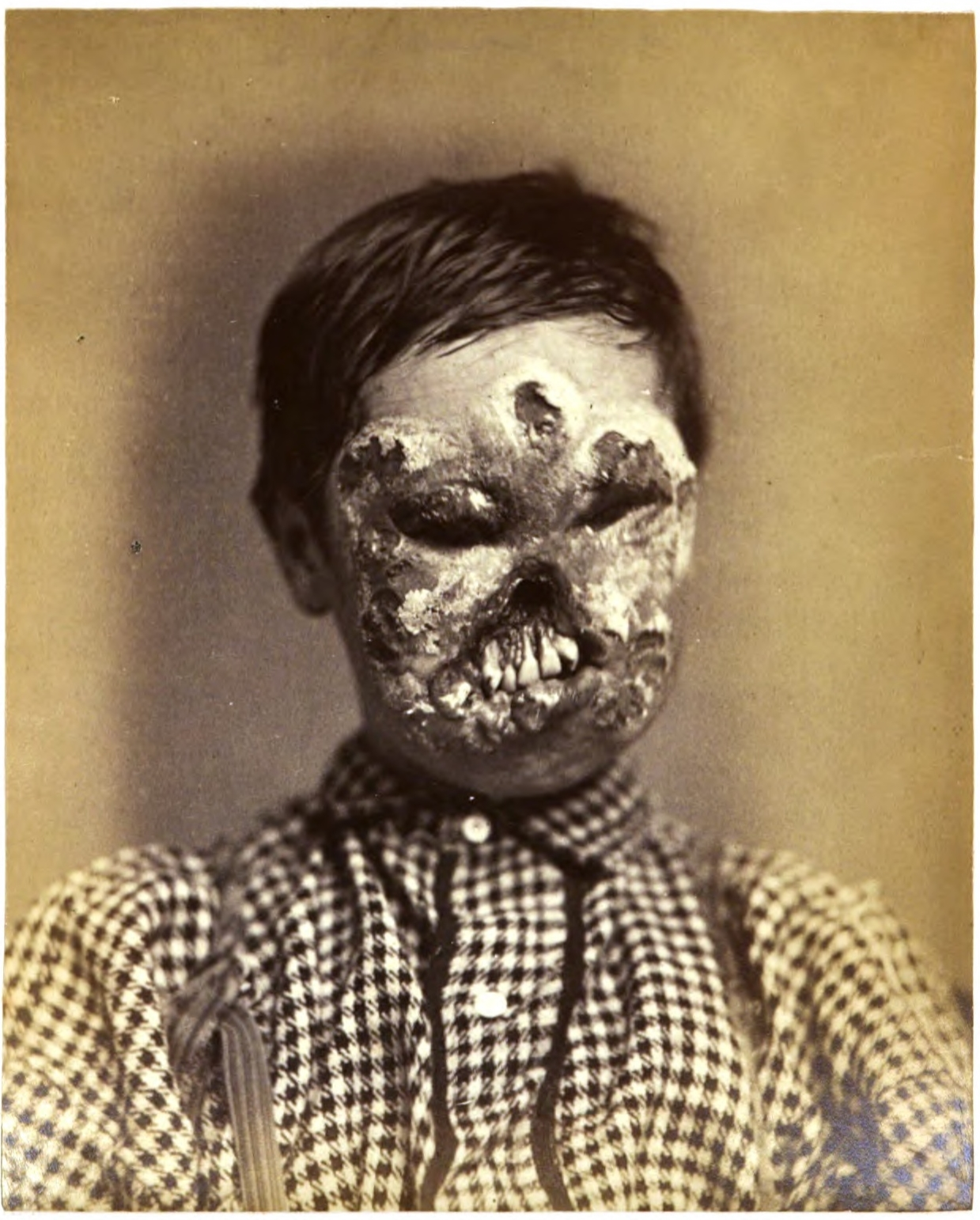
Rosto desfigurado pela sífilis

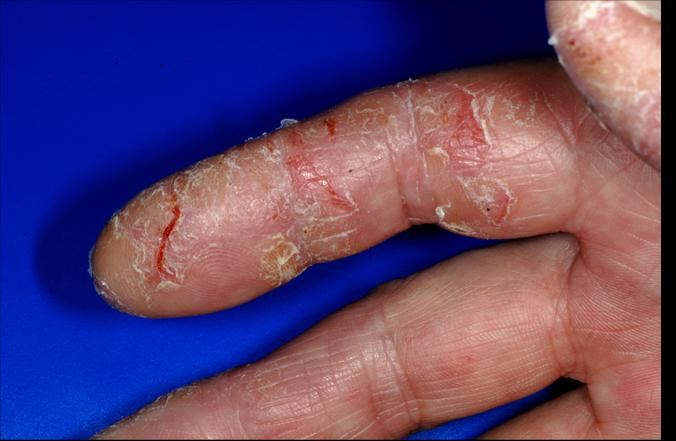
Este indivíduo apresenta dermatite de mãos, que causa danos significativos à pele.

Desfiguração é o estado de ter a aparência profundamente e persistentemente prejudicada por motivos médicos, como por doença, malformação congênita ou ferida. As atitudes sociais em relação à desfiguração variaram muito entre culturas e ao longo do tempo, com culturas que possuem forte estigma social contra ela frequentemente causando sofrimento psicológico a indivíduos desfigurados. Alternativamente, muitas sociedades consideraram algumas formas de desfiguração em um contexto médico ou científico, onde alguém que tenha má vontade contra o desfigurado é visto como anátema. Em vários contextos religiosos e espirituais, a desfiguração foi descrita de diversas formas: como punição divina pelo pecado (como a maldição e marca de Caim aplicada por Javé para o assassinato de Abel no judaísmo), como causada por forças sobrenaturais de ódio e mal contra o bem (conforme os argumentos de Apóstolo Paulo no Novo Testamento sobre os sofrimentos de Cristo), que depois serão expiados, ou como sem explicação per se, devendo as pessoas apenas suportá-la.
O tema aparece em muitas obras de ficção. Exemplos vilanescos incluem o vilão icônico Coringa da DC Comics e a figura misteriosa com “mão direita rubra” na canção Red Right Hand da banda Nick Cave and the Bad Seeds. Exemplos heroicos incluem Demolidor, que ficou cego (da Marvel Comics), e o personagem Edward Mãos-de-Tesoura do filme homônimo. Exemplos anti-heroicos incluem Deadpool — um mercenário cujo fator de cura confere à pele aparência cicatrizada — e Justiceiro, com desfiguração facial, também da Marvel Comics.

## Visão geral
A desfiguração, seja causada por condição benigna ou maligna, frequentemente leva a graves problemas psicossociais como autoimagem negativa, depressão, dificuldades na vida social, sexual e profissional, preconceito e intolerância. Isso se deve em parte à forma como o indivíduo lida com a “diferença visível”, embora a extensão da desfiguração raramente se correlacione com o grau de angústia que o paciente sente. Um fator adicional é a reação das outras pessoas. A população em geral responde a pessoas desfiguradas com menos confiança e respeito, muitas vezes evitando contato ou ter de olhar para a desfiguração. Desfigurações em áreas visíveis, como rosto, braços e mãos, são consideradas mais difíceis de lidar do que em outras partes do corpo.
A mutilação deliberada que resulta em desfiguração física foi praticada por muitas culturas para fins religiosos ou judiciais. Durante o Império Bizantino, o imperador era visto como vice-regente de Deus na Terra, e sua integridade física era essencial à perfeição celestial. Por isso, imperadores depostos eram cegados, tinham o nariz cortado ou a língua dividida por sucessores, pois essas desfigurações permanentes os desqualificavam de retomar o trono.
Um caso voluntário é o de Santa Æbbe, a Jovem e as freiras do Mosteiro de Coldingham na Escócia. Quando o mosteiro foi invadido por Vikings, elas cortaram o próprio nariz e lábios superiores, temendo estupro. Em retribuição, os vikings incendiaram o prédio com as freiras dentro.
Alguns casos de desfiguração resultam de ataques de animais, como o de Charla Nash, cujo rosto e mãos foram desfigurados em ataque pelo chimpanzé de estimação do amigo, Travis.

## Causas
Condições que podem causar desfiguração incluem:
| - acne grave ou mal tratada - acromegalia - constrição por bandas amnióticas - alopecia - amputação - argiria - marcas de nascença - queimaduras - câncer - cataratas - circuncisão - fenda labial - dermatite - elefantíase - erisipela - geladuras - gangrena - gigantomastia - ginecomastia | - queloides - lepra - necrose - síndrome de McCune–Albright - neurofibromatose - noma - paralisia - síndrome de Proteus - intoxicação por radiação - escalpelamento - cicatrizes - varíola - estrabismo grave - sinquinesia - sífilis - vitiligo - verrugas graves |

Cirurgia plástica ou cirurgia reconstrutiva está disponível em muitos casos. Algumas empresas de seguro de saúde e sistemas de saúde cobrem cirurgia plástica quando não a consideram apenas estética.
O termo “desfiguração” às vezes é usado pejorativamente para descrever resultados de modificação corporal intencional. A Escarificação e outras formas de modificação corporal são assim referidas por terceiros ou defensores. Muitas dessas práticas geram debate social.

## Sociedade e cultura
Pessoas com desfiguração frequentemente são tratadas de forma negativa.

### Na ficção americana

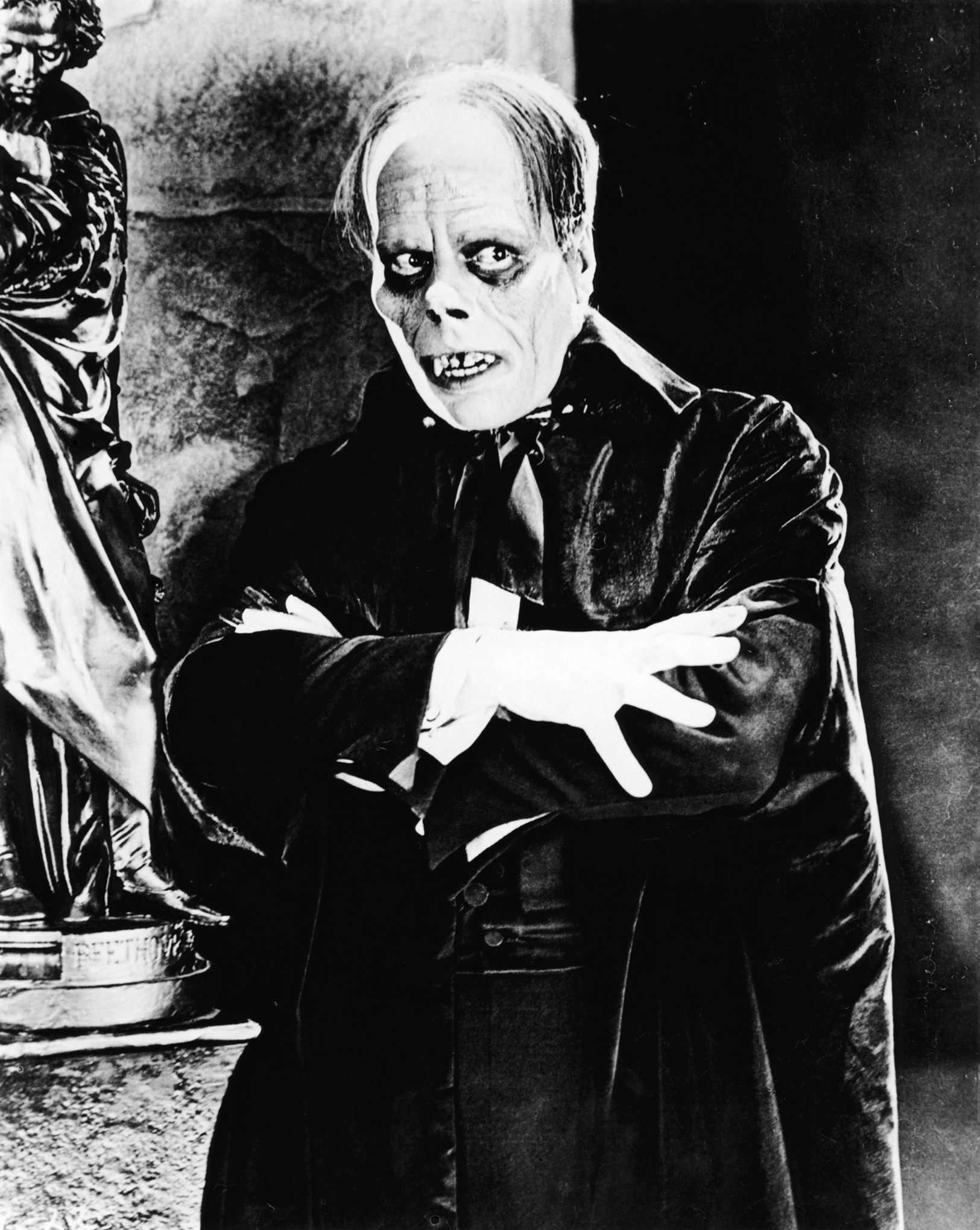
Versão de Lon Chaney de “Erik” em O Fantasma da Ópera apresentava desfigurações faciais abrangentes, incluindo dentes irregulares e olhos afundados.

- Na maioria das adaptações (literárias, teatrais, cinematográficas ou outras) de O Fantasma da Ópera, o personagem principal (conhecido como Erik ou “O Fantasma”) usa máscara total ou parcial para esconder a desfiguração. Algumas inferem desfiguração congênita, como no musical de Andrew Lloyd Webber O Fantasma da Ópera, outras atribuem a acidentes graves (queimaduras por fogo ou produtos químicos). O rosto desfigurado do Fantasma é descrito como causa de angústia e desespero, influenciando sua persona enigmática.[4]
- O vilão Coringa da DC Comics, inimigo do Batman, tem sorriso de palhaço e pele descolorida, lábios vermelhos e cabelo verde, geralmente atribuídos a queimaduras químicas. No filme Batman (1989), dirigido por Tim Burton, o Coringa, antes “Jack Napier”, recebe sorriso sardônico após cirurgia plástica mal feita por um ricochete. Sua insanidade muitas vezes começa ao ver sua própria desfiguração.[5][6][7][8]
- Inimigos do agente fictício James Bond são famosos por traços faciais marcantes. Exemplo: o terrorista norte-coreano Zao no filme 007 – Um Novo Dia para Morrer, interpretado por Rick Yune, com pele translúcida, veias aparentes e diamantes embutidos.[9]
- Justiceiro, anti-herói da Marvel Comics, enfrentou vilões com rostos desfigurados. Exemplo: Jigsaw, psicopata sádico sem poderes, com rosto mutilado em forma de quebra-cabeça.[10]
- Deadpool, anti-herói da Marvel Comics, apresenta pele cicatrizada devido ao seu fator de cura.
- A canção "Red Right Hand", de 1994, no álbum Let Love In do Nick Cave and the Bad Seeds, descreve uma figura com mão direita ensanguentada e desfigurada.[11]